# 谷口健治
谷口健治（たにぐち　けんじ 1947年-　）は、西洋史学者、滋賀大学名誉教授。

## 来歴
京都市生まれ。1976年京都大学大学院文学研究科博士課程単位取得退学。滋賀大学教育学部助教授、教授、2013年定年退任、名誉教授。

## 著書
- 『ハノーファー 近世都市の文化誌』晃洋書房 1995
- 『ドイツ手工業の構造転換 「古き手工業」から三月前期へ』昭和堂 2001
- 『バイエルン王国の誕生 ドイツにおける近代国家の形成』山川出版社 2003
- 『バイエルンの事例にみる近代国家形成期の教育改革』昭和堂 2012

### 翻訳
- ガーダマー,フォーグラー編『講座現代の人間学 4 (歴史理論と人間像)』森田孝,田村一郎,佐伯守,田中真造共訳 白水社 1979
- アンドレーア・シュタインガルト『ベルリン <記憶の場所>を辿る旅』南直人,北村昌史,進藤修一,爲政雅代共訳 昭和堂 2006

## 論文
- Cinii